# Metalibitia fuscomaculata
Metalibitia fuscomaculata is een hooiwagen uit de familie Cosmetidae.